# Gilco Design

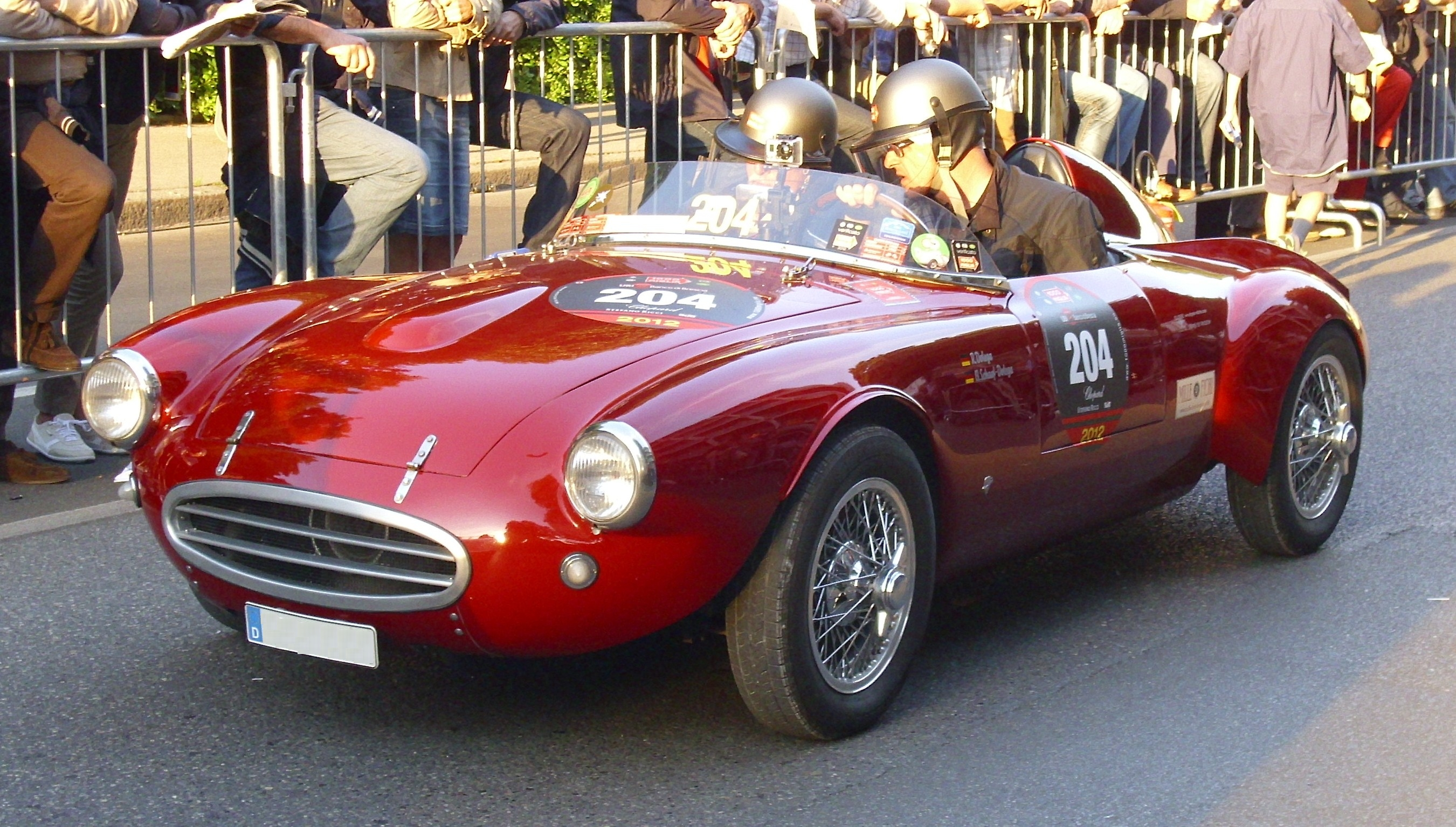
Gilco Panhard von 1954 bei der Mille Miglia

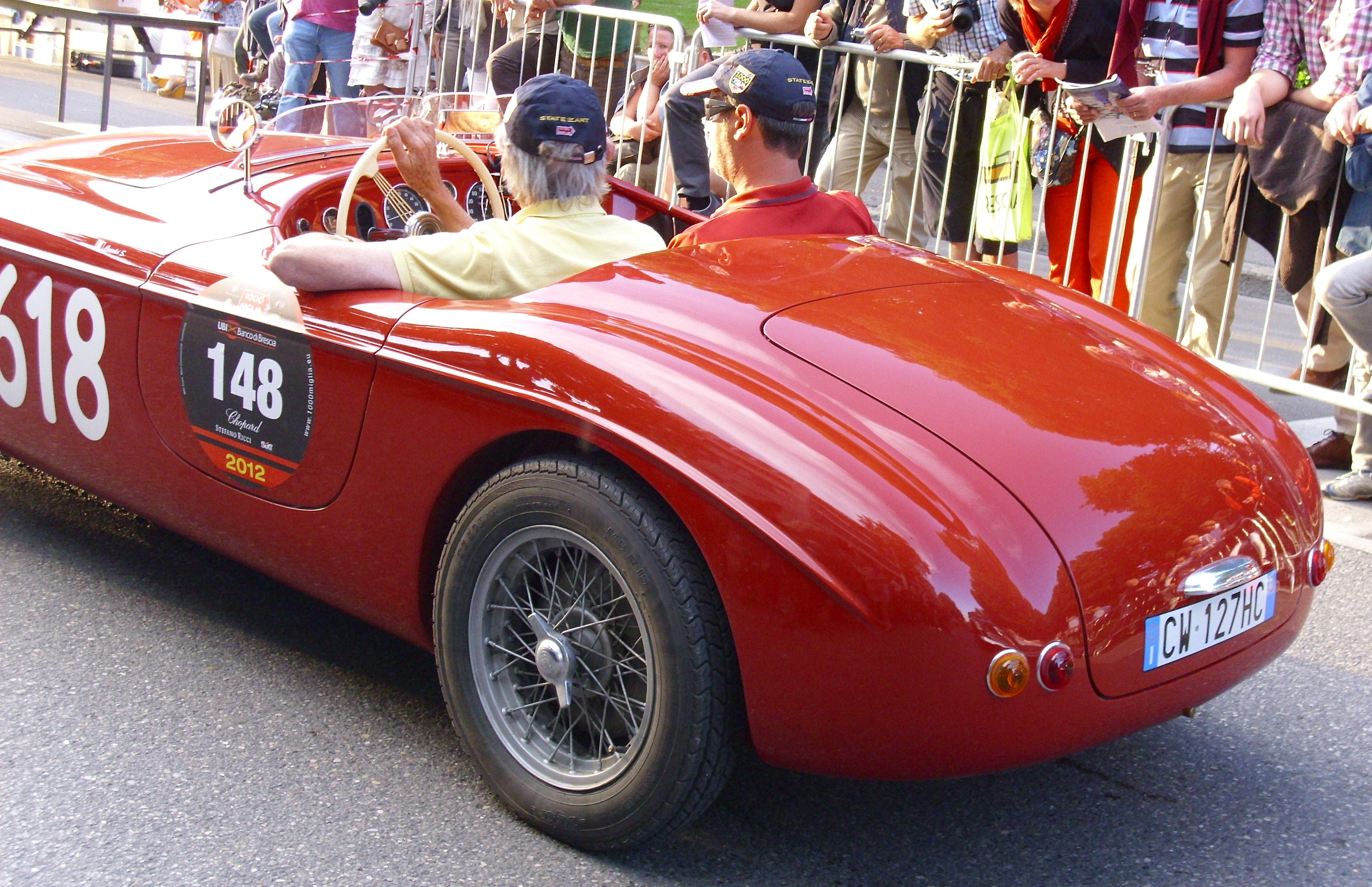
Heck eines Gilco Fiat von 1950

Gilco Design ist ein italienisches Unternehmen, das früher auch Automobile herstellte.

## Unternehmensgeschichte
1947 trat Gilberto Colombo in den 1919 gegründeten Handwerksbetriebs A.L. Colombo seines Vaters Angelo Luigi Colombo in Mailand ein, das insbesondere Rohre für Fahrradrahmen herstellte. 1946 gründete er innerhalb des Betriebs eine Abteilung für Fahrzeugteile namens GC, ab 1947 Gilco, und begann 1948 mit der Produktion von Fahrgestellen und Automobilen. Etwa 1955 endete die Fahrzeugproduktion. Das Unternehmen existiert heute noch in Novegro di Segrate und fertigt Rohre und Boote.

## Fahrzeuge
Das Unternehmen stellte Fahrgestelle und komplette Fahrzeuge her. Für den Antrieb der Sport- und Rennwagen sorgten Motoren von Alfa Romeo, Ferrari, Fiat, Giannini, Lancia, Maserati, Nardi und Panhard. 1963 fertigte das Unternehmen die Fahrgestelle für den Ghia 230 S.
2012 nahmen zwei Gilco-Fahrzeuge an der Mille Miglia teil: ein Gilco Fiat 1100 Sport von 1950 mit der Startnummer 148 und ein Gilco Panhard 750 Sport Mille Miglia von 1954 mit der Startnummer 204.